# Diego Jiménez de Ayllón

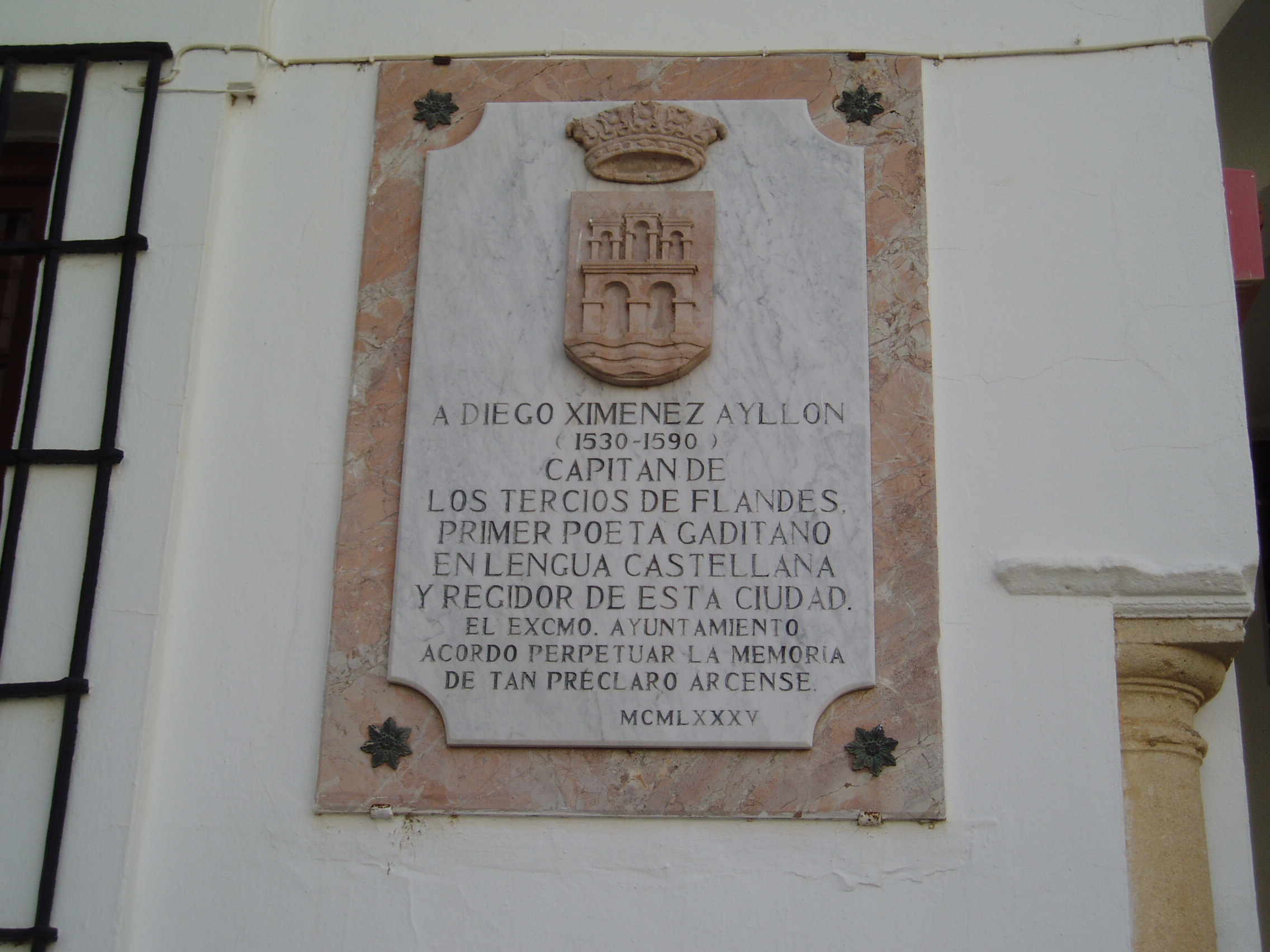
Placa en Arcos de la Frontera dedicada al poeta.

Diego Ximénez de Ayllón (Arcos de la Frontera, 1530 - 1590) fue un militar, escritor y poeta renacentista español del siglo XVI. 
Se distinguió en la campaña del Adriático y en la guerra de Alemania. Fue regidor de su ciudad natal. Su epopeya culta en octavas reales Los famosos y heroicos hechos del invencible y esforzado caballero, honra y flor de las Españas, el Cid Ruy Díaz de Bivar, con los de otros varones ilustres dellas no menos dignos de fama y memorable recordación, está considerada como la primera publicación de un poeta gaditano en lengua castellana. También editó unos Sonetos a illustres varones de éste felicísimo y catholico exército, publicados en 1959.
- Datos: Q8470957